# 2121 Sevastopol
Sevastopol (asteróide 2121) é um asteróide da cintura principal, a 1,7935684 UA. Possui uma excentricidade de 0,1787327 e um período orbital de 1 178,79 dias (3,23 anos).
Sevastopol tem uma velocidade orbital média de 20,15468551 km/s e uma inclinação de 4,37616º.
Esse asteróide foi descoberto em 27 de Junho de 1971 por Tamara Smirnova.